# Lapara (genre)
Genre
Le genre Lapara regroupe des lépidoptères (papillons) de la famille des Sphingidae, de la sous-famille des Sphinginae et de la tribu des Sphingini.

## Systématique
- Le genre a été décrit par l'entomologiste britannique Francis Walker en 1853[1].
- L'espèce type pour le genre est Lapara bombycoides Walker, 1856.

### Synonymie
- Ellema Clemens, 1859[2]
- Exedrium Grote, 1882[3]

### Liste des espèces
- Lapara bombycoides - Walker, 1856
- Lapara coniferarum - (JE Smith, 1797)
- Lapara halicarnie - Strecker, 1880
- Lapara phaeobrachycerous - Brou, 1994

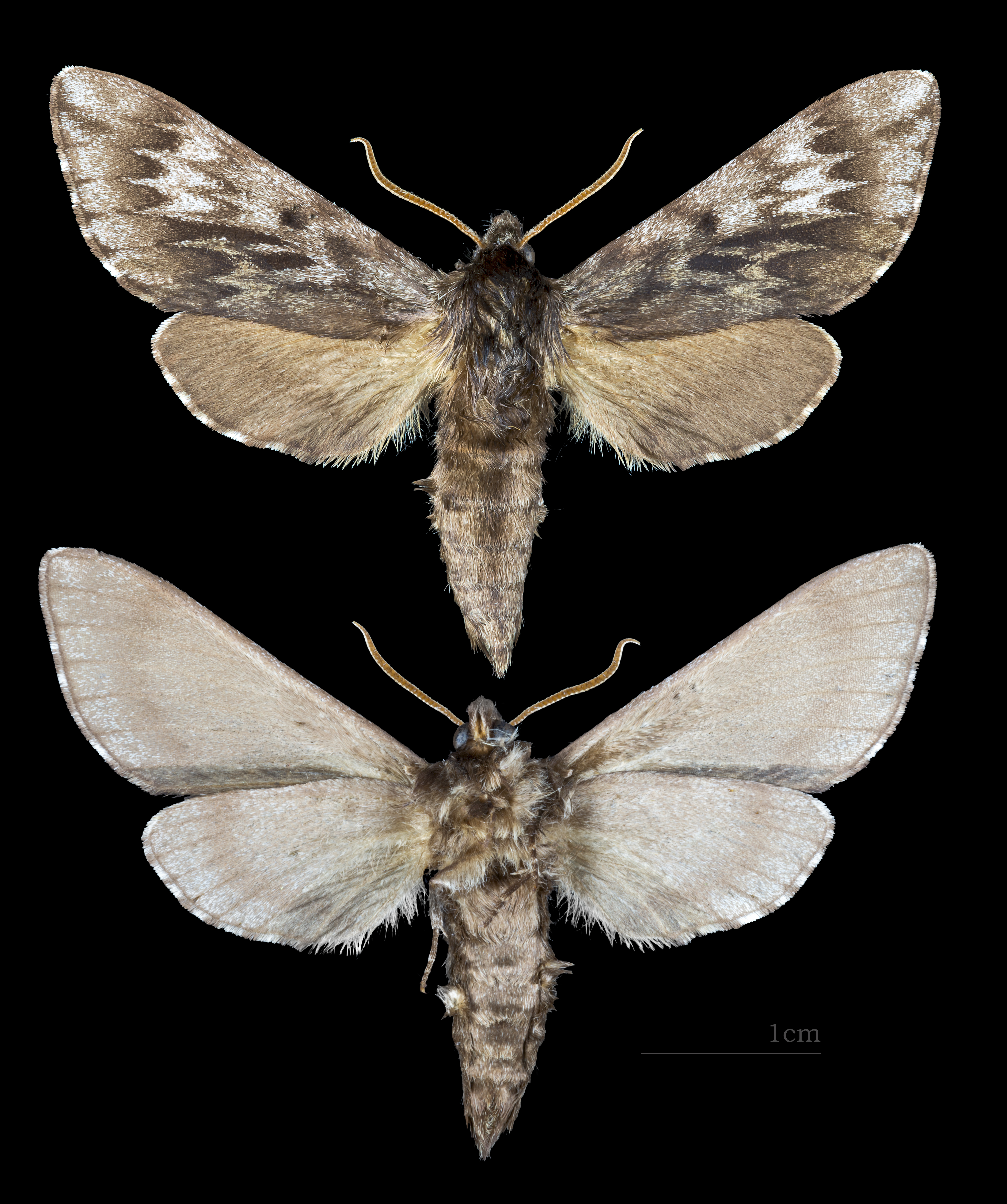
Lapara bombycoides
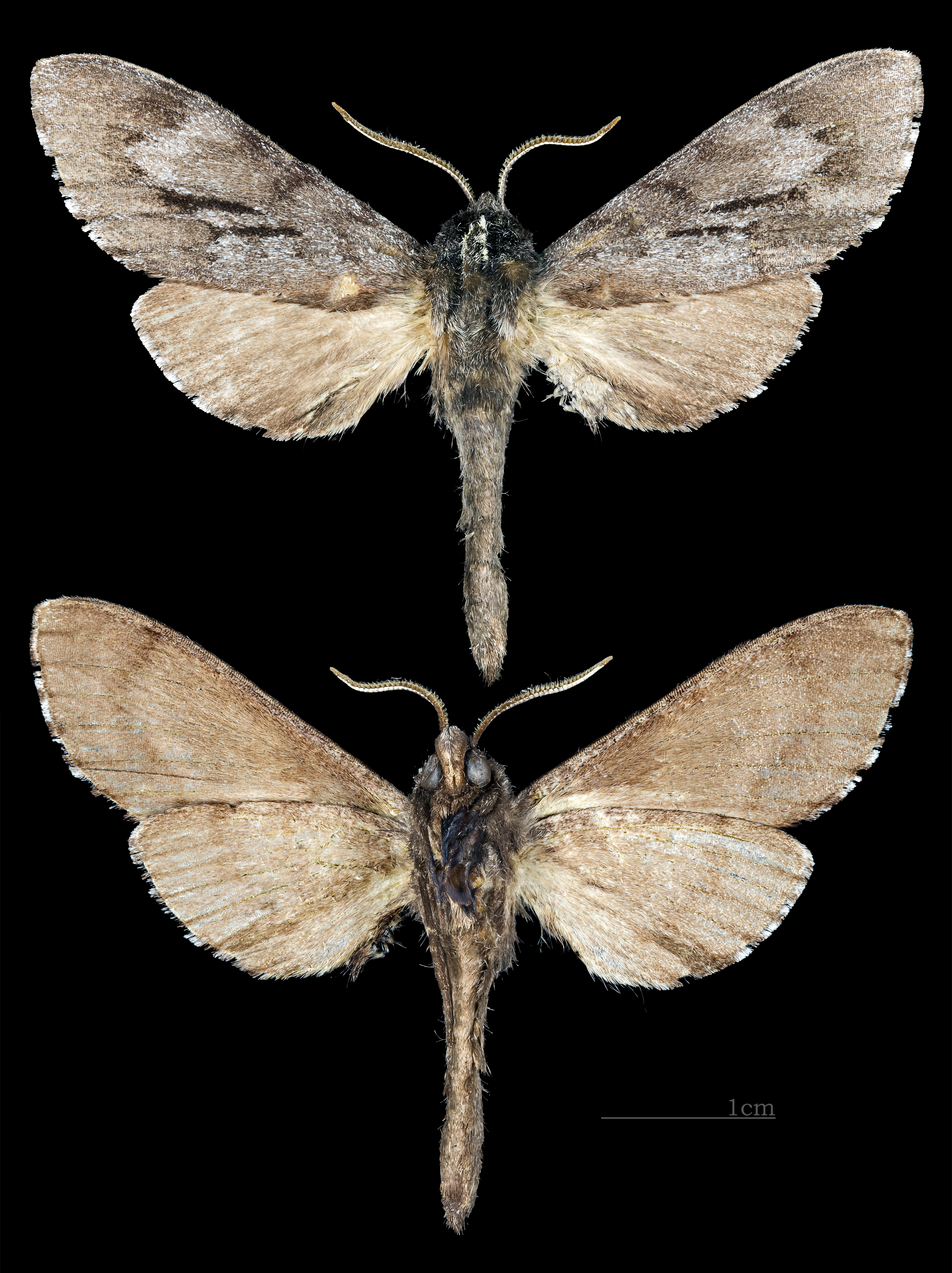
Lapara coniferarum